# 21328 Otashi
21328 Otashi (1997 AM13) là một tiểu hành tinh vành đai chính được phát hiện ngày 11 tháng 1 năm 1997 bởi T. Kobayashi ở Oizumi.